# Mairy-Mainville
Mairy-Mainville – miejscowość i gmina we Francji, w regionie Grand Est, w departamencie Meurthe i Mozela.
Według danych na rok 1990 gminę zamieszkiwało 468 osób, a gęstość zaludnienia wynosiła 38 osób/km² (wśród 2335 gmin Lotaryngii Mairy-Mainville plasuje się na 613. miejscu pod względem liczby ludności, natomiast pod względem powierzchni na miejscu 461.).

## Populacja

Populacja Mairy-Mainville w latach 1962–2008